# Херман фон Вюртемберг
Херман фон Вюртемберг (на немски: Hermann von Württemberg; Hermann I Graf von Wirtemberg; * ок. 1190; † вер. 1240) е благородник от Вюртемберг през 13 век.

## Произход
Той е син на граф Хартман I фон Вюртемберг († 1240) и на Берта? фон Феринген, дъщеря наследничка на графа на Феринген в Горна Швабия. Внук е на граф Лудвиг II фон Вюртемберг († 1181) и Вилибирг фон Кирхберг († 1179), дъщеря на граф Хартман III фон Кирхберг. Брат е на граф Конрад фон Вюртемберг-Грюнинген († 1228/1239).

## Фамилия
Херман фон Вюртемберг се жени за Ирменгард фон Ултен (* ок. 1202; † сл. 1231/сл.1236), дъщеря на граф Улрих V фон Ултен († 1248) и Юта. Те имат 12 деца:
- Херман в Пустертал (1218 – 1237/1238)
- Еберхард фон Вюртемберг (1228 – 1241), от 1241 г. граф на Вюртемберг
- дъщеря (* ок. 1220; † сл. 1251), омъжена за граф Рудолф III фон Тюбинген-Херенберг († 12 май 1277, Виена)
- Хайлвиг (ок. 1221 – 1251/1257)
- дъщеря (* ок. 1225)
- Улрих I (1226 – 1265), от 1241 г. граф на Вюртемберг
- Егино (сл. 1223 – сл. 1250)
- Агнес
- дъщеря, омъжена за граф Хартман V фон Кирхберг-Бранденбург († сл. 1246)
- Аделхайд (* пр. 1246; † сл. 10 април 1291), омъжена за граф Готфрид III фон Зигмаринген
- Вилибирг († 1 юни 1252), омъжена за граф Вилхелм фон Тюбинген-Асперг-Гисен († ок. 1256)
- Хайнрих IV († 13 май 1259), епископ на Айхщет (1247 – 1259)